# Basílica da Estrela
La Basílica da Estrela (en lengua castellana, Basílica de la Estrella) está situada en la ciudad de Lisboa, Portugal. Su nombre oficial es Basílica del Sagrado Corazón de Jesús, advocación a la que está dedicado el templo.
En la segunda mitad del siglo XVIII, la reina María I, hija de José I, hizo voto de que construiría una iglesia si tenía un hijo que heredase el trono portugués. Su deseo fue satisfecho y la construcción de la Basílica da Estrela se inició en 1779.
La enorme iglesia, con cúpula, situada en una colina en la zona oeste de la ciudad, es una de sus mayores referencias, visible desde casi cualquier punto en la distancia. La Basílica fue construida por arquitectos de la Escuela de Mafra, en estilo Barroco final y Neoclásico. La fachada está enmarcada por dos torres gemelas y decorada con estatuas de santos y figuras alegóricas.
El amplio interior, de mármol gris, rosa y amarillo, iluminado por aperturas en la cúpula, infunde respetuoso temor. Varias pinturas de Pompeo Batoni adornan el interior. La sepultura estilo imperio de María I, que murió en Brasil, está en el transepto derecho. En una sala interior se puede contemplar un extraordinario pesebre de Machado de Castro, formado por más de 500 figuras de corcho y terracota.